# Synopse

Synoptická evangelia: téměř celý obsah Markova evangelia je obsažen v evangeliu Matoušově a značná část Markova evangelia je obsažena v Lukášově evangeliu. Kromě toho obsahují Matoušovo a Lukášovo evangelium množství společných textů, které v Markově evangeliu chybí

Synopse, někdy též synopsis (ze starořeckého συνοπτικός – synoptikos, „celkový přehled“) je stručný nástin něčeho, výtah, přehled.

## Synopse v literatuře
Redukovaný text, který podává zhuštěný a zestručněný obsah literárního díla, zpracovaný jinou osobou než autorem díla s cílem zjednodušit a urychlit čtenáři přístup k obsahu díla. Synopse (tzv. obsahy z děl nebo také výtahy z děl) ušetří četbu rozsáhlých literárních děl, zvláště uměleckých, ale zpravidla ochuzují čtenáře o literární hodnoty. (Příkladem synopse by mohla být převážná část článku na Wikipedii Klapzubova jedenáctka.)

### Synopse v odborné literatuře
Redukovaný text obsahující souhrn základních faktů uvedených ve vědeckém příspěvku (článku). Může být publikována formou autorského referátu (abstraktu) nebo autorské anotace v příslušném dokumentu. Synopse článku je umístěna zpravidla mezi názvem a vlastním textem článku.

## Synopse v textologii
V textologii je synopse porovnání stejných nebo podobných míst různých textů tak, že se místa kladou souběžně vedle sebe. Takto lze porovnat např. první tři evangelia (Matoušovo, Markovo a Lukášovo), čímž se zjistí, že Ježíšův život líčí obdobným způsobem, že zachycují stejné události, výroky apod. Jsou obsahem i uspořádáním srovnatelná. Proto se těmto třem evangeliím říká synoptická evangelia.

## Synopse v kinematografii
V kinematografii je synopsí souhrnný popis námětu filmu, jehož smyslem je snadno vyhledat klíčové scény.